# 鄭成玉
鄭 成玉（チョン・ソンオク、정성옥、1974年8月18日 - ）は、朝鮮民主主義人民共和国の長距離走選手。
1995年ミリタリーワールドゲームズで2位。北京国際マラソンで3位。
1996年アトランタオリンピックマラソンにも出場。
1999年世界陸上競技選手権大会で北朝鮮の選手として初めて優勝した。
スポーツ選手として初めて共和国英雄の称号を授与された。